# Grand Prix automobile du Canada 2016
GP précédent GP suivant
Le Grand Prix automobile du Canada 2016 (Formula 1 Grand Prix du Canada 2016), disputé le 12 juin 2016 sur le circuit Gilles-Villeneuve, est la 942e épreuve du championnat du monde de Formule 1 courue depuis 1950. Il s'agit de la quarante-septième édition du Grand Prix du Canada comptant pour le championnat du monde de Formule 1, la trente-septième disputée sur le circuit temporaire de l'Île Notre-Dame de Montréal, et de la septième manche du championnat 2016.
Lewis Hamilton n'a besoin que d'une tentative lors de la troisième phase des qualifications pour réaliser sa cinquième pole position sur le circuit Gilles-Villeneuve (il y a obtenu sa première en 2007), sa quatrième de la saison et la cinquante-troisième de sa carrière. Il devance son coéquipier Nico Rosberg de 62 millièmes de seconde, ce qui permet à Mercedes d'occuper à nouveau la première ligne. Doté d'un nouveau modèle de turbocompresseur sur sa Ferrari SF16-H, Sebastian Vettel est très proche des Flèches d'Argent, à seulement 178 millièmes de Hamilton ; il est accompagné en deuxième ligne par Daniel Ricciardo. Leurs coéquipiers Max Verstappen et Kimi Räikkönen occupent la troisième ligne et sont suivis par les Williams de Valtteri Bottas et de Felipe Massa, eux aussi dans la même seconde que les Mercedes.
Lewis Hamilton franchit la ligne d'arrivée en vainqueur au terme des soixante-dix tours de l'épreuve, obtenant ainsi son cinquième succès sur le tracé de l'Ile Notre-Dame et le quarante-cinquième de sa carrière. Il bénéficie pour cela d'une stratégie gagnante en n'effectuant qu'un seul arrêt au stand après vingt-quatre tours de course, pour la terminer en pneus tendres. « Je vole comme un papillon, je pique comme une abeille : cette victoire est pour Mohamed Ali », dit-il dans son tour d'honneur. Sebastian Vettel, qui jaillit en tête à l'extinction des feux, mène pendant les onze premiers tours, stoppe une première fois, reprend les commandes après l'arrêt d'Hamilton, jusqu'à la trente-septième boucle, puis retourne chausser de nouvelles gommes et perd la course, terminant à cinq secondes du vainqueur. Au départ également, en protégeant sa position derrière Vettel, Hamilton tasse son coéquipier Nico Rosberg au premier virage, l'envoyant hors-piste ; il s'extrait peu à peu du milieu du peloton jusqu'au cinquième rang final avec un record du tour à son soixantième passage. Valtteri Bottas, qui n'effectue lui aussi qu'un seul arrêt, mène une course solide qui lui permet de terminer sur le podium, aux côtés de Hamilton et de Vettel. Il devance Max Verstappen qui a résisté jusqu'au bout à Rosberg. Kimi Räikkönen et Daniel Ricciardo, sixième et septième, achèvent l'épreuve dans le même tour que Lewis Hamilton. Nico Hülkenberg, Carlos Sainz Jr. et Sergio Pérez s'adjugent les derniers points disponibles, à un tour.
Nico Rosberg, avec 116 points, conserve la tête du championnat devant Hamilton (107 points) et, désormais, Sebastian Vettel (78 points). Ricciardo (72 points) devance Kimi Räikkönen (69 points). Max Verstappen, avec 50 points, est sixième ; suivent Bottas (44 points), Massa (37 points) et Pérez (24 points). Mercedes, avec 223 points, mène le championnat devant Ferrari (147 points) et Red Bull Racing (130 points) ; suivent Williams (81 points) et Force India (42 points) qui précèdent Scuderia Toro Rosso (32 points), McLaren (24 points), Haas (22 points) et Renault (6 points).

## Pneus disponibles
| Pneus pour piste sèche | Pneus pour piste sèche | Pneus pour piste sèche | Pneus pluie    | Pneus pluie |
| ---------------------- | ---------------------- | ---------------------- | -------------- | ----------- |
| Ultra tendres          | Super tendres          | Tendres                | Intermédiaires | Pluie       |

## Essais libres

### Première séance, le vendredi de 10 h à 11 h 30
| Pos. | Pilote           | Voiture            | Chrono         | Écart     |
| ---- | ---------------- | ------------------ | -------------- | --------- |
| 1    | Lewis Hamilton   | Mercedes           | 1 min 14 s 755 |           |
| 2    | Nico Rosberg     | Mercedes           | 1 min 15 s 086 | + 0 s 331 |
| 3    | Sebastian Vettel | Ferrari            | 1 min 15 s 243 | + 0 s 488 |
| 4    | Max Verstappen   | Red Bull-TAG Heuer | 1 min 15 s 553 | + 0 s 798 |
| 5    | Kimi Räikkönen   | Ferrari            | 1 min 15 s 618 | + 0 s 863 |
| 6    | Valtteri Bottas  | Williams-Mercedes  | 1 min 16 s 301 | + 1 s 546 |

### Deuxième séance, le vendredi de 14 h à 15 h 30
| Pos. | Pilote           | Voiture            | Chrono         | Écart     |
| ---- | ---------------- | ------------------ | -------------- | --------- |
| 1    | Lewis Hamilton   | Mercedes           | 1 min 14 s 212 |           |
| 2    | Sebastian Vettel | Ferrari            | 1 min 14 s 469 | + 0 s 257 |
| 3    | Nico Rosberg     | Mercedes           | 1 min 14 s 738 | + 0 s 526 |
| 4    | Max Verstappen   | Red Bull-TAG Heuer | 1 min 15 s 156 | + 0 s 944 |
| 5    | Daniel Ricciardo | Red Bull-TAG Heuer | 1 min 15 s 168 | + 0 s 956 |
| 6    | Valtteri Bottas  | Williams-Mercedes  | 1 min 15 s 213 | + 1 s 001 |

### Troisième séance, le samedi de 10 h à 11 h
| Pos. | Pilote           | Voiture            | Chrono         | Écart     |
| ---- | ---------------- | ------------------ | -------------- | --------- |
| 1    | Sebastian Vettel | Ferrari            | 1 min 13 s 919 |           |
| 2    | Max Verstappen   | Red Bull-TAG Heuer | 1 min 14 s 158 | + 0 s 239 |
| 3    | Nico Rosberg     | Mercedes           | 1 min 14 s 316 | + 0 s 397 |
| 4    | Kimi Räikkönen   | Ferrari            | 1 min 14 s 332 | + 0 s 413 |
| 5    | Lewis Hamilton   | Mercedes           | 1 min 14 s 334 | + 0 s 415 |
| 6    | Daniel Ricciardo | Red Bull-TAG Heuer | 1 min 14 s 487 | + 0 s 568 |

## Séance de qualifications

### Résultats des qualifications
| Pos.                                                                                      | Pilote            | Écurie               | Qualifications 1 | Qualifications 2 | Qualifications 3 |
| ----------------------------------------------------------------------------------------- | ----------------- | -------------------- | ---------------- | ---------------- | ---------------- |
| 1                                                                                         | Lewis Hamilton    | Mercedes             | 1 min 14 s 121   | 1 min 13 s 076   | 1 min 12 s 812   |
| 2                                                                                         | Nico Rosberg      | Mercedes             | 1 min 13 s 714   | 1 min 13 s 094   | 1 min 12 s 874   |
| 3                                                                                         | Sebastian Vettel  | Ferrari              | 1 min 13 s 925   | 1 min 13 s 857   | 1 min 12 s 990   |
| 4                                                                                         | Daniel Ricciardo  | Red Bull-TAG Heuer   | 1 min 14 s 030   | 1 min 13 s 540   | 1 min 13 s 166   |
| 5                                                                                         | Max Verstappen    | Red Bull-TAG Heuer   | 1 min 14 s 601   | 1 min 13 s 793   | 1 min 13 s 414   |
| 6                                                                                         | Kimi Räikkönen    | Ferrari              | 1 min 14 s 447   | 1 min 13 s 849   | 1 min 13 s 579   |
| 7                                                                                         | Valtteri Bottas   | Williams-Mercedes    | 1 min 14 s 389   | 1 min 13 s 791   | 1 min 13 s 670   |
| 8                                                                                         | Felipe Massa      | Williams-Mercedes    | 1 min 14 s 815   | 1 min 13 s 864   | 1 min 13 s 769   |
| 9                                                                                         | Nico Hülkenberg   | Force India-Mercedes | 1 min 14 s 663   | 1 min 14 s 166   | 1 min 13 s 952   |
| 10                                                                                        | Fernando Alonso   | McLaren-Honda        | 1 min 15 s 026   | 1 min 14 s 260   | 1 min 14 s 338   |
| 11                                                                                        | Sergio Pérez      | Force India-Mercedes | 1 min 14 s 814   | 1 min 14 s 317   |                  |
| 12                                                                                        | Jenson Button     | McLaren-Honda        | 1 min 14 s 755   | 1 min 14 s 437   |                  |
| 13                                                                                        | Daniil Kvyat      | Toro Rosso-Ferrari   | 1 min 14 s 829   | 1 min 14 s 457   |                  |
| 14                                                                                        | Esteban Gutiérrez | Haas-Ferrari         | 1 min 15 s 148   | 1 min 14 s 571   |                  |
| 15                                                                                        | Romain Grosjean   | Haas-Ferrari         | 1 min 15 s 444   | 1 min 14 s 803   |                  |
| 16                                                                                        | Carlos Sainz Jr.  | Toro Rosso-Ferrari   | 1 min 14 s 714   | 1 min 21 s 956   |                  |
| 17                                                                                        | Jolyon Palmer     | Renault              | 1 min 15 s 459   |                  |                  |
| 18                                                                                        | Pascal Wehrlein   | Manor-Mercedes       | 1 min 15 s 599   |                  |                  |
| 19                                                                                        | Marcus Ericsson   | Sauber-Ferrari       | 1 min 15 s 635   |                  |                  |
| 20                                                                                        | Felipe Nasr       | Sauber-Ferrari       | 1 min 16 s 663   |                  |                  |
| 21                                                                                        | Rio Haryanto      | Manor-Mercedes       | 1 min 17 s 052   |                  |                  |
| Temps minimal à réaliser pour la qualification : 1 min 18 s 873 (107 % de 1 min 13 s 714) |                   |                      |                  |                  |                  |
| Nq.                                                                                       | Kevin Magnussen   | Renault              | pas de temps     |                  |                  |

### Grille de départ du Grand Prix
- Daniil Kvyat (auteur du treizième temps) et Marcus Ericsson (auteur du dix-neuvième temps) sont pénalisés d'un recul de trois places sur la grille de départ pour avoir chacun provoqué une collision au Grand Prix de Monaco[5].
- N'ayant pas tourné en qualifications à la suite de son accident lors des essais libres, Kevin Magnussen est repêché par le collège des commissaires de course ; il est autorisé à prendre le départ depuis la dernière place de la grille[6].
- Carlos Sainz Jr., auteur du seizième temps, est pénalisé d'un recul de cinq places sur la grille de départ en raison d'un changement de boîte de sa monoplace[7].

## Course

### Classement de la course
| Pos. | no | Pilote            | Écurie               | Tours | Temps/Abandon                      | Grille | Points |
| ---- | -- | ----------------- | -------------------- | ----- | ---------------------------------- | ------ | ------ |
| 1    | 44 | Lewis Hamilton    | Mercedes             | 70    | 1 h 31 min 05 s 296 (201,082 km/h) | 1      | 25     |
| 2    | 5  | Sebastian Vettel  | Ferrari              | 70    | + 5 s 011                          | 3      | 18     |
| 3    | 77 | Valtteri Bottas   | Williams-Mercedes    | 70    | + 46 s 422                         | 7      | 15     |
| 4    | 33 | Max Verstappen    | Red Bull-TAG Heuer   | 70    | + 53 s 020                         | 5      | 12     |
| 5    | 6  | Nico Rosberg      | Mercedes             | 70    | + 1 min 02 s 093                   | 2      | 10     |
| 6    | 7  | Kimi Räikkönen    | Ferrari              | 70    | + 1 min 03 s 017                   | 6      | 8      |
| 7    | 3  | Daniel Ricciardo  | Red Bull-TAG Heuer   | 70    | + 1 min 03 s 634                   | 4      | 6      |
| 8    | 27 | Nico Hülkenberg   | Force India-Mercedes | 69    | + 1 tour                           | 9      | 4      |
| 9    | 55 | Carlos Sainz Jr.  | Toro Rosso-Ferrari   | 69    | + 1 tour                           | 20     | 2      |
| 10   | 11 | Sergio Pérez      | Force India-Mercedes | 69    | + 1 tour                           | 11     | 1      |
| 11   | 14 | Fernando Alonso   | McLaren-Honda        | 69    | + 1 tour                           | 10     |        |
| 12   | 26 | Daniil Kvyat      | Toro Rosso-Ferrari   | 69    | + 1 tour                           | 15     |        |
| 13   | 21 | Esteban Gutiérrez | Haas-Ferrari         | 68    | + 2 tours                          | 13     |        |
| 14   | 8  | Romain Grosjean   | Haas-Ferrari         | 68    | + 2 tours                          | 14     |        |
| 15   | 9  | Marcus Ericsson   | Sauber-Ferrari       | 68    | + 2 tours                          | 21     |        |
| 16   | 20 | Kevin Magnussen   | Renault              | 68    | + 2 tours                          | 22     |        |
| 17   | 94 | Pascal Wehrlein   | Manor-Mercedes       | 68    | + 2 tours                          | 17     |        |
| 18   | 12 | Felipe Nasr       | Sauber-Ferrari       | 68    | + 2 tours                          | 18     |        |
| 19   | 88 | Rio Haryanto      | Manor-Mercedes       | 68    | + 2 tours                          | 19     |        |
| Abd. | 19 | Felipe Massa      | Williams-Mercedes    | 35    | Surchauffe                         | 8      |        |
| Abd. | 30 | Jolyon Palmer     | Renault              | 16    | Moteur                             | 16     |        |
| Abd. | 22 | Jenson Button     | McLaren-Honda        | 9     | Moteur                             | 12     |        |

### Pole position et record du tour
- Pole position :  Lewis Hamilton (Mercedes) en 1 min 12 s 813 (215,618 km/h)[9].
- Meilleur tour en course :  Nico Rosberg (Mercedes) en 1 min 15 s 599 (207,669 km/h) au soixantième tour[10].

### Tours en tête
- Sebastian Vettel : 23 tours (1-10 / 24-36)[11]
- Lewis Hamilton : 47 tours (11-23 / 37-70)

## Classements généraux à l'issue de la course
| Pos. | Pilote            | Écurie               | Points |
| ---- | ----------------- | -------------------- | ------ |
| 1er  | Nico Rosberg      | Mercedes             | 116    |
| 2    | Lewis Hamilton    | Mercedes             | 107    |
| 3    | Sebastian Vettel  | Ferrari              | 78     |
| 4    | Daniel Ricciardo  | Red Bull-TAG Heuer   | 72     |
| 5    | Kimi Räikkönen    | Ferrari              | 69     |
| 6    | Max Verstappen    | Red Bull-TAG Heuer   | 50     |
| 7    | Valtteri Bottas   | Williams-Mercedes    | 44     |
| 8    | Felipe Massa      | Williams-Mercedes    | 37     |
| 9    | Sergio Pérez      | Force India-Mercedes | 24     |
| 10   | Daniil Kvyat      | Toro Rosso-Ferrari   | 22     |
| 11   | Romain Grosjean   | Haas-Ferrari         | 22     |
| 12   | Fernando Alonso   | McLaren-Honda        | 18     |
| 13   | Carlos Sainz Jr.  | Toro Rosso-Ferrari   | 18     |
| 14   | Nico Hülkenberg   | Force India-Mercedes | 18     |
| 15   | Kevin Magnussen   | Renault              | 6      |
| 16   | Jenson Button     | McLaren-Honda        | 5      |
| 17   | Stoffel Vandoorne | McLaren-Honda        | 1      |

| Pos. | Écurie               | Points |
| ---- | -------------------- | ------ |
| 1er  | Mercedes             | 223    |
| 2    | Ferrari              | 147    |
| 3    | Red Bull-TAG Heuer   | 130    |
| 4    | Williams-Mercedes    | 81     |
| 5    | Force India-Mercedes | 42     |
| 6    | Toro Rosso-Ferrari   | 32     |
| 7    | McLaren-Honda        | 24     |
| 8    | Haas-Ferrari         | 22     |
| 9    | Renault              | 6      |

## Statistiques
Le Grand Prix du Canada 2016 représente :
- La 53e pole position de Lewis Hamilton, sa cinquième sur le circuit Gilles-Villeneuve[14] ;
- La 59e pole position de Mercedes en tant que constructeur[15] ;
- la 45e victoire de Lewis Hamilton[16] ;
- la 51e victoire pour Mercedes en tant que constructeur[17] ;
- la 137e victoire pour Mercedes en tant que motoriste[18] ;
- le 100e départ en Grand Prix pour Sergio Pérez[19].

Au cours de ce Grand Prix :
- Max Verstappen, quatrième du Grand Prix, est élu « Pilote du jour » lors d'un vote organisé sur le site officiel de la Formule 1[20] ;
- Derek Warwick (146 départs en Grands Prix de Formule 1 dont deux meilleurs tours en course et quatre podiums, vainqueur des 24 Heures du Mans 1992) a été nommé par la FIA conseiller pour aider dans leurs jugements le groupe des commissaires de course[21].